# Antares (Schiff, 1913)
Die Antares war ein 1913 gebautes Frachtschiff der Argo Reederei, das 1916 von Portugal beschlagnahmt wurde. Dort fuhr es als Coimbra für die Entente, ab 1925 als Pêro de Alenquer für die portugiesische Marine und von 1929 bis zur Abwrackung 1959 für eine azoreanische Reederei.

## Bau und technische Daten
Auf Bestellung der Bremer Argo Reederei erfolgte bei der Rostocker Neptun Werft die Kiellegung des Schiffes unter der Baunummer 334. Der Neubau lief im August 1913 vom Stapel und erhielt den Namen Antares. Der Dampfer war 100,37 Meter lang, 14,04 Meter breit und hatte einen Tiefgang von 5,74 Metern. Dabei war er mit 2512 BRT bzw. 1529 NRT vermessen und hatte eine Tragfähigkeit von 4450 Tonnen. Als Antrieb diente eine Dreizylinder-Dreifach-Expansionsmaschine der Neptun Werft mit 1650 PSi, die auf eine Schraube wirkte. Damit erreichte der Dampfer eine Geschwindigkeit von 11,0 Knoten. Die Besatzung bestand aus 25 Mann.

## Geschichte

### Antaresder Argo Reederei (1913–1916)
Mit Ablieferung des Schiffes an die Argo Reederei im Oktober 1913 wurde Bremen Heimathafen des Dampfers. Die vorhandenen Daten legen nahe, dass die Antares in der Trampschifffahrt eingesetzt wurde: Am 30. Oktober verließ sie Rostock über Newcastle nach Alexandria und kehrte über Hull zurück. Eine weitere Fahrt führte Anfang Mai 1914 von Bremen wieder über Newcastle und von dort zu den rumänischen Schwarzmeerhäfen von Galați und Brăila.
Bei Kriegsbeginn im August 1914 konnte die Antares nicht mehr nach Deutschland zurückkehren, fuhr in das damals neutrale Portugal und ließ sich am 6. August 1914 in Lissabon internieren.

### Coimbrader Transportes Maritimos Do Estado (1916–1925)
In Lissabon waren schließlich über dreißig deutsche Passagier- und Frachtschiffe versammelt. Ende Februar 1916 entschied sich die portugiesische Regierung auf Drängen Großbritanniens, diese zu beschlagnahmen. Darauf erfolgte die deutsche Kriegserklärung an Portugal am 9. März 1916. Die beschlagnahmten Schiffe wurden der neugegründeten Staatsreederei Transportes Maritimos do Estado zugewiesen. Die Antares erhielt den Namen Coimbra nach der gleichnamigen Stadt Coimbra.
Wie die anderen beschlagnahmten Schiffe wurde die Coimbra zur Unterstützung der Kriegsanstrengungen der Entente auf dem Nordatlantik eingesetzt. Dabei blieb sie unter portugiesischer Flagge und wurde nicht – wie zwei Drittel der beschlagnahmten Schiffe – an Großbritannien verchartert: Bereedert wurde die Coimbra von der 1911 gegründeten Reederei E. Pinto Basto & Companhia aus Lissabon, die das Schiff auf den Routen zwischen Lissabon und Bordeaux – dem Hafen für Truppen- und Nachschubtransporte nach Frankreich – sowie zwischen Cardiff und Lissabon einsetzte. Über die Zeit nach dem Ersten Weltkrieg liegen keine Informationen zu den Fahrten des Schiffes vor.

### MarinetransporterPêro de Alenquer(1925–1929)
Mit Auflösung der Transportes Maritimos Do Estado im Jahr 1925 übernahm die portugiesische Marine das Schiff, das sie nach dem Piloten des 15. Jahrhunderts in Pêro de Alenquer umbenannte und wie die gleichnamige Vorgängerin für Transportaufgaben nutzte. Das Schiff führte neben Auslandsbesuchen in europäischen Häfen auch längere Fahrten zu den portugiesischen Kolonien nach Afrika und dem Fernen Osten nach Macau und Portugiesisch-Timor durch.
Nach der Ermordung des Kommandanten der Zivilpolizei in Lissabon, Ferreira do Amaral, und der Verhaftung zahlreicher Oppositioneller wurde die Pêro de Alenquer auch als Gefangenentransporter genutzt: Am 13. April verließ das Schiff mit 63 Verurteilten, Militärpersonal, drei Fairey-Wasserflugzeugen und weiterem militärischen Nachschub sowie persönlicher Ladung von Kolonialbediensteten Lissabon. Unterwegs wurden einige Deportierte in Guinea von Bord und dafür andere Gefangene auf das Schiff gebracht. Am 25. September 1927 erreichte die Pêro de Alenquer mit 75 Gefangenen Portugiesisch-Timor. Das Schiff fuhr weiter zum Besuch der portugiesischen Kolonie in Shanghai, kehrte nach Macau zurück und trat dort am 3. Mai die Rückreise nach Lissabon an.

### Pêro de Alenquerder Companhia de Navegação Carregadores Açorianos (1929–1959)
Die erst 1922 gegründete Reederei Companhia de Navegação Carregadores Açorianos hatte ihren Schwerpunkt auf den Export azoreanischer Früchte, insbesondere Ananas, zunächst nach Nordeuropa gelegt. Im Zuge ihres Flottenaufbaus und -ausbaus kaufte sie den vormaligen Marinefrachter und stellte ihn ohne Namensänderung am 1. November 1929 in Dienst. Heimathafen war nun Ponta Delgada auf den Azoren. Die Pêro de Alenquer verkehrte zunächst auf der Route zwischen den Azoren und dem portugiesischen Festland, wo sie die Häfen von Lissabon, Porto und Leixões anlief. Als während des Zweiten Weltkrieges der Export nach Europa einbrach, wurde Nordamerika der wichtigste Markt und die Pêro de Alenquer auf der Nordatlantikroute zur Ostküste der USA und Kanadas eingesetzt. Neben portugiesischen Produkten und Rohstoffen wie Kork beförderte sie auch jüdische Flüchtlinge aus dem besetzten Frankreich nach Nordamerika. Nach dem Krieg kehrte sie auf die Nordeuropa-Route zurück und wurde 1959 aus Altersgründen in Lissabon abgewrackt.